# آخیم

نشان شهر آخیم آلمان

آخیم (Achim) شهری است در ایالت نیدرزاکسن آلمان.